# (35774) 1999 JL9
1999 JL9 (asteroide 35774) é um asteroide da cintura principal. Possui uma excentricidade de 0.11517180 e uma inclinação de 15.63896º.
Este asteroide foi descoberto no dia 7 de maio de 1999 por CSS em Catalina.